# Liste von Improvisationsmusikern
Die Liste von Improvisationsmusikern enthält Vertreter der Neuen Improvisationsmusik mit Staatsangehörigkeit.

## A
- Tom Abbs: Bass, Tuba (* 1972, USA)
- Christine Abdelnour: Altsaxophon (* 1978, F)
- Sakina Abdou: Saxophon, Blockflöte (* 1984, F)
- Kaoru Abe: Altsaxophon, Gitarre, Piano (1949–1978, J)
- Chris Abrahams: Piano, DX7 (* 1961, AUS)
- Beñat Achiary: Stimme, Perkussion (* 1947, F)
- Franz Aeschbacher: Schlagzeug (* 1952, CH)
- Areni Agbabian: Piano, Stimme (* ≈1990, USA)
- Kasper Agnas: Gitarre (* 1992, S)
- Sophie Agnel: Piano (* 1964, F)
- Oskar Aichinger: Piano (* 1956, A)
- Noël Akchoté: Gitarre (* 1968, F)
- Şevket Akıncı: Gitarre (* 1972, TR)
- Tetuzi Akiyama: Gitarre (* 1974, J)
- Susan Alcorn: Gitarre (* 1953, USA)
- Ken Aldcroft: Gitarre (USA)
- Mats Äleklint: Posaune (* 1979, S)
- Liz Allbee: Trompete (* 1976, USA)
- Lina Allemano: Trompete (* 1973, CAN)
- Maryanne Amacher: Live-Elektronik, Komposition (1943–2009, USA)
- Farida Amadou: Bass (* 1989, B)
- Dirk Amrein: Posaune (* 1969, D)
- Bruno Amstad: Stimme (1964–2024, CH)
- Ursula Anders: Schlagzeug, Gesang (1938–2025, D)
- Akira Andō: Bass (* 1955, J)
- Bruno Angeloni: Saxophone (* 1955, I)
- Armand Angster: Klarinetten (* 1947, F)
- Thomas Ankersmit: Saxophon, Elektronik (* 1979, NL)
- Hans Anliker: Posaune (* 1949, CH)
- Jon Appleton: Computer, Synclavier (1939–2022, USA)
- Martin Archer: Violine, Saxophon, Perkussion, Bass, Elektronik (* 1957, GB)
- Sergio Armaroli: Vibraphon, Schlagzeug (* 1972, I)
- Jeff Arnal: Perkussion (* 1971, USA)
- Bruce Arnold: Gitarre, SuperCollider (* 1955, USA)
- Bernhard Arndt: Piano, Live-Elektronik (* 1954, D)
- Simone Aubert: Schlagzeug (* 1981, CH)
- Gilles Aubry: Elektronik (* 1973, CH)
- Knut Aufermann: Elektronik (* 1972, D)
- Yasmine Azaiez: Geige (* 1988, GB/TUN)

## B
- Alexandre Babel: Schlagzeug, Perkussion, Synthesizer, (* 1980, CH)
- Zoro Babel: Schlagzeug, Perkussion, Synthesizer, (* 1967, D)
- Pierre-Antoine Badaroux: Altsaxophon (* 1986, F)
- Gaudenz Badrutt: Elektronik (* 1972, CH)
- Serge Baghdassarians: Gitarre, Reotrop (* 1972, D)
- Derek Bailey: Gitarre (1930–2005, GB)
- Boris Baltschun: Computer, Synthesizer (* 1974, D)
- Ruth Barberan: Trompete (* 1966, E)
- Michael Bardon: Kontrabass, E-Bass (* 1986, IRL)
- Jürg Bariletti: Piano, Klangkoffer (* 1968, CH)
- Niklas Barnö: Trompete, Flöte (* 1982, S)
- Richard Barrett: Elektronik (* 1959, GB)
- Conny Bauer: Posaune (* 1943, D)
- Johannes Bauer: Posaune (1954–2016, D)
- Matthias Bauer: Bass (* 1959, D)
- Christoph Baumann: Piano (* 1954, CH)
- Franziska Baumann: Stimme, Flöte, Live-Elektronik (* 1965, CH)
- Vera Baumann: Stimme (* 1988, CH)
- Derek Bailey: Gitarre (1930–2005, GB)
- Claus van Bebber: Schallplatten, Percussion (* 1949, D)
- Carlos Bechegas: Flöte (* 1957, P)
- Markus Becker: Piano (* 1963, D)
- Albert Beger: Saxophon (* 1959, IL)
- Burkhard Beins: Perkussion, Elektronik (* 1964, D)
- Clive Bell: Flöten, Mundorgel, Akkordeon, Naturhorn (* 1950, GB)
- Ilia Belorukov: Altsaxophon, Synthesizer, Objekte (* 1987, RUS)
- Dave Bennett: Gitarre (* 1973, CDN)
- Samm Bennett: Schlagzeug, Perkussion, Synthesizer, Stimme (* 1957, USA)
- Han Bennink: Schlagzeug (* 1942, NL)
- Steve Beresford: Piano, Elektronik, Toys (* 1950, GB)
- Peter van Bergen: Saxophon (* 1967, NL)
- Florian Bergmann: Saxophon, Klarinetten, Komposition (* 1984, D)
- Hubert Bergmann: Piano (* 1961, D)
- Sarah Bernstein: Geige (* ≈1985, USA)
- Håkon Berre: Schlagzeug (* 1980, NOR)
- Martina Berther: E-Bass (* 1984, CH)
- Christophe Berthet: Saxophon (* 1960, CH)
- Johan Berthling: Kontrabass (* 1973, S)
- Florestan Berset: Gitarre (* 1995, CH)
- Helmut Bieler-Wendt: Violine (* 1956, D)
- Volker Biesenbender: Violine (* 1950, D)
- Andrzej Bieżan: Pianist, Drumscheit-Spieler (1945–1983, PL)
- Jean-Jacques Birgé: Synthesizer, Elektronik (* 1952, F)
- Claudia Ulla Binder: Piano, Komposition (* 1959, D)
- Jeb Bishop: Posaune, Gitarre (* 1962, USA)
- John Bisset: Guitar (* 1947 NZ/GB)
- Iva Bittová: Stimme, Geige (* 1958, CZ)
- Robert Black: Kontrabass, E-Bass (* 1956, USA)
- Tom Blancarte: Kontrabass (* 1979, USA)
- Olly Blanchflower: Kontrabass (* 1952, GB)
- Olivia Block: Piano, Live-Elektronik (USA)
- Frédéric Blondy: Piano (* 1973. F)
- Jaap Blonk: Stimme (* 1953, NL)
- Dominik Blum: Piano (* 1964, CH)
- Daniel Blumberg: Gitarre (* 1990, GB)
- Fridolin Blumer: Kontrabass (* 1984, CH/FL)
- Alison Blunt: Geige (* 1971, GB)
- Michael Bocian: Gitarre (* 1953, USA)
- Josephine Bode: Blockflöte, EWI (* 1982, D)
- Lodewijk de Boer: Viola, Autor (1937–2004, NL)
- Baptiste Boiron: Saxophone, Klarinette (* 1980, F)
- Harald Bojé: Elektronium, Synthesizer (1934–1999 D)
- Bálint Bolcsó: Elektronik (* 1979, HU)
- Silvia Bolognesi: Kontrabass, Dirigat (* 1974, I)
- Frank van Bommel: Piano, Glockenspiel, Harmonium (* 1962, NL)
- Cyril Bondi: Schlagzeug, Perkussion (* 1980, CH)
- Christiane Bopp: Posaune (* 1971, F)
- Alessandro Bosetti: Saxophon, Stimme (* 1973, I)
- Patricia Bosshard: Geige, Komposition (* 1965, CH)
- Andreas Böttcher: Piano, Vibraphon, Kirchenorgel (* 1962, D)
- Uli Böttcher: Elektronik (* 1955, D)
- Tara Bouman: Klarinetten (* 1970, NL)
- Hervé Bourde: Saxophone, Flöte, Klarinette, Keyboards (* 1951, F)
- Jérôme Bourdellon: Flöten, Klarinette, Komposition (* 1956, F)
- Matthew Bourne: Piano, Keyboards, Synthesizer (* 1977, GB)
- Jean-François Bovard: Posaune (1948–2003, CH)
- Jaimie Branch:  Trompete (1983–2022, USA)
- Martin Brandlmayr: Drums, Perkussion (* 1971, A)
- Anthony Braxton: Saxophone, Piano, Bassklarinette (* 1945, USA)
- John Wolf Brennan: Piano (* 1954, IRL/CH)
- Hélène Breschand: Harfe (* 1966, F)
- Markus Breuss: Trompete, Elektronik, Komposition (* 1956, CH/ES)
- Olie Brice: Kontrabass (* 1981, GB)
- Ian Brighton: Gitarre (* 1945, GB)
- Lukas Briner: Schlagzeug, Sampling (* 1991, CH)
- Chris Brown: Piano, Live-Elektronik (* 1953, USA)
- Lucas Brode: Gitarre (* ≈1990, USA)
- Anton Bruhin: Maultrommel, Mundharmonika, Rezitation (* 1949, CH)
- Julia Brüssel: Geige, Stimme (* 1993, D)
- Jerome Bryerton: Schlagzeug, Perkussion (* 1975, USA)
- Christian Bucher: Schlagzeug (* 1969, CH)
- Sarah Buchner: Stimme (* 1996, D)
- Alex Buess: Saxophon, Elektronik, Komposition (* 1954, CH)
- Daniel Buess: Schlagwerk, Elektronik (1976–2016, CH)
- Tony Buck: Drums, Perkussion (* 1962, AU)
- Thomas Buckner: Stimme, Komposition (* 1941)
- Han Buhrs: Stimme (* 1955, NL)
- Uwe Buhrdorf: Klarinette, Elektronik (* 1965, D)
- Michèle Buirette: Akkordeon (* 1949, F)
- Joost Buis: Posaune (* 1966, NL)
- Chris Burn: Piano, Komposition (* 1955, GB)
- Marcello Silvio Busato: Perkussion (* 1977, IT)
- Nicholas Bussmann: Cello (* 1970, D)
- John Butcher: Saxophon (* 1954, GB)
- Stu Butterfield: Schlagzeug (* ≈1950, GB)
- Johannes von Buttlar: Schlagzeug (* 1982, D)

## C
- Anthea Caddy: Cello (* 1981, AUS)
- Youen Cadiou: Kontrabass (* 1975, F)
- Dušica Cajlan: Piano (* 1969, D)
- Federico Calcagno: Klarinette, Bassklarinette (* 1995, I)
- Jonas Cambien: Piano (* 1985, B/N)
- Lucio Capece: Bassklarinette, Saxophon, Elektronik (* 1968, RA)
- Todd Capp: Schlagzeug (* ≈1945, USA)
- Eliot Cardinaux: Piano, Textrezitation (* 1984, USA)
- François Carrier: Saxophone (* 1961, CDN)
- Kent Carter: Kontrabass (* 1939, USA)
- Yves Charuest: Altsaxophon (* um 1960, CDN)
- Tania Chen: Piano (* ≈1974, GB)
- Lawrence Casserley: Live-Elektronik, Komposition (* 1941, GB)
- Angélica Castelló: Subgroßbassblockflöte, Elektronik (* 1972, MEX)
- Théo Ceccaldi: Violine, Bratsche (* 1986, F)
- Isaiah Ceccarelli: Perkussion, Schlagzeug (* 1978, CDN)
- Eugene Chadbourne: Gitarre, Banjo (* 1954, USA)
- Mark Charig: Althorn (* 1944, GB)
- Xavier Charles: Klarinette, Vibrating Surfaces (* 1979, F)
- Audrey Chen: Cello, Stimme, Elektronik (* 1976, USA)
- Antoine Chessex: Saxophon (* 1980, CH)
- Jacek Chmiel: Elektronik, Zither (* ≈1990, PL)
- Marek Chołoniewski: Synthesizer, Stimme (* 1953, PL)
- Günter Christmann: Bass, Cello, Posaune (* 1942, D)
- Antoine Cirri: Schlagzeug (* 1952, B)
- Bill Clark: Trompete (* 1958, CDN)
- Ingvo Clauder: Piano, Live-Elektronik (* 1976, D)
- Gaspar Claus: Cello (* 1983, F)
- Hannes Clauss: Schlagzeug (* 1949, D)
- Olivier Clerc: Schlagzeug, Perkussion (* 1950, CH)
- Rob Clutton: Kontrabass (* 1966, CAN)
- Laura Cocks: Flöten (* ≈1988, USA)
- Gene Coleman: Reeds (* 1958, USA)
- Melissa Coleman: Cello (* 1968, AUS)
- Charlie Collins: Vibraphon, Flöte, Saxophon, Schlagzeug, Elektronik (* 1952, GB)
- Nicholas Collins: Trompete, Posaune, Elektronik (* 1954, USA)
- Paed Conca: Bass, Klarinette, Elektronik (* 1967, CH)
- Loren Connors: Gitarre (* 1949, USA)
- Pascal Contet: Akkordeon (* 1963, F)
- Nigel Coombes: Geige (* ≈1950, GB)
- Clare Cooper: Harfe, Ghuzeng (* 1981, AUS)
- Lindsay L. Cooper: Kontrabass (1940–2001, GB)
- Mike Cooper: Gitarre (* 1942, GB)
- Tom Cora: Cello (1953–1998, USA)
- John Corbett: Gitarre, Elektronik (* 1963, USA)
- Jon Corbett: Trompete, Flügelhorn (* ≈1960, GB)
- Alfredo Costa Monteiro: Akkordeon, Elektronik (* 1964, P)
- George Cremaschi: Kontrabass, Elektronik (* 1963, USA)
- Marilyn Crispell: Piano (* 1947, USA)
- Connie Crothers: Piano (1941–2016, USA)
- Alvin Curran: Piano, Elektronik, Schofar (* 1938, USA)
- Peter Cusack: Gitarre, Field Recordings (* 1948, GB)

## D
- Fried Dähn: Cello (* 1958, D)
- Werner Dafeldecker: Gitarre, Bass, Perkussion (* 1964, A)
- Paolino Dalla Porta: Kontrabass (* 1956, I)
- Giotis Damianidis: Gitarre, Bass, Elektronik (* 1981, GR/B)
- Marie Daniels: Stimme (* 1986, D)
- David Darling: Cello (* 1941, USA)
- Sarah Davachi: Orgel, Piano, Synthesizer (* 1987, CDN)
- Angharad Davies: Violine (* ≈1972, GB)
- Hugh Davies: Live-Elektronik, Komposition (1943–2005, GB)
- Rhodri Davies: Harfe, Elektronik (* 1971, GB)
- Matt Davis: Trompete (GB)
- Terry Day: Perkussion, Piano, Flöten, Saxophon, Rezitation (* 1940, GB)
- Hanne De Backer: Baritonsaxophon, Bassklarinette (* 1986, B)
- Marlies Debacker: Piano (* 1992, B)
- Anna Sofia Defant: Piano (* 1991, AU)
- Danielle DeGruttola: Cello (* 1968, USA)
- Stephan Deller: Kontrabass (* 1991, D)
- Sascha Demand: E-Gitarre (* 1971, D)
- Jim Denley: Altsaxophon, Flöten, Elektronik (1957, AUS)
- Sascha Demand: Gitarre, Komposition (* 1971, D)
- Bertrand Denzler: Saxophon (* 1963, CH)
- Jean Derome: Flöte, Altsaxophon (* 1955, CDN)
- Jérôme Descamps: Posaune, Cello (* 1973, F)
- Robert Dick: Flöte (* 1950, USA)
- Deric Dickens: Schlagzeug (* 1973, USA)
- Dieb13: Turntables, Elektronik (* 1973, A)
- John Dierker: Klarinette, Bassklarinette, Tenorsaxophon (* ≈1970, USA)
- Don Dietrich: Tenor- und Altsaxophon (* 1953, USA)
- Yorgos Dimitriadis: Schlagzeug (* 1964, GR)
- Giovanni di Domenico: Piano (* 1977, I)
- Jacques Di Donato: Klarinetten, Saxophone, Schlagzeug (* 1942, F)
- David Dove: Posaune (* ≈1970, USA)
- Michel Doneda: Saxophone, Klarinetten (* 1954, F)
- Arnold Dooyeweerd: Kontrabass (* 1946, NL)
- Christy Doran: Gitarre, E-Gitarre (* 1949, CH)
- Axel Dörner: Trompete (* 1964, D)
- Kaja Draksler: Piano, Komposition (* 1987, SLO)
- Diamanda La Berge Dramm: Geige, Stimme, Elektronik (* 1991, NL)
- Mark Dresser: Kontrabass (* 1952, USA)
- Jean-Pierre Drouet: Schlagzeuger, Komposition (* 1934, F)
- Benjamin Duboc: Bass, Komposition (* 1969, F)
- Lucien Dubuis: Altsaxophon, Bassklarinette, Kontrabassklarinette (* 1974, CH)
- Samuel Dühsler: Schlagzeug, Perkussion (* 1978, CH)
- Shayna Dulberger: Kontrabass (* 1983, USA)
- Maya Dunietz: Piano, Stimme, Akkordeon (* 1981, IL)
- Benoît Dunoyer de Segonzac: Kontrabass, Komposition (* 1962, F)
- Phil Durrant: Violine, Elektronik (* 1957, GB)
- Paul Dutton: Stimme, Text (* 1943, CDN)
- Jim Dvorak: Trompete (* 1948, USA)
- Benjamin Dwyer: Gitarre (* 1965, IRL)

## E
- Max Eastley: Klangobjekte, Gitarre, Perkussion (* 1944, GB)
- John Eckhardt: Kontrabass, E-Bass (* 1974, D)
- Julia Eckhardt: Viola (* 197?, D)
- Georg Edlinger: Perkussion, Schlagzeug, Elektronik (* 1967, A)
- John Edwards: Kontrabass (* 1964, GB)
- Markus Eichenberger: Klarinette (* 1957, CH)
- Dietrich Eichmann: Piano (* 1966, D)
- Harris Eisenstadt: Perkussion (* 1975, CAN)
- Camille Émaille: Perkussion (* 1993, F)
- Sidsel Endresen, Stimme (* 1956, N)
- Ralph Eppel: Posaune, Trompete (* 1951, CAN)
- Sabine Ercklentz: Trompete (* 1967, D)
- Korhan Erel: Computer, Regler, electronics (* 1973, TR)
- Sture Ericsson: Saxophone, Klarinetten (* ≈1960, S)
- Andrea Ermke: Sampler (* 1971, D)
- Philipp Ernsting: Schlagzeug, Elektronik (* ≈1986, D)
- Karlheinz Essl: Live-Elektronik, Komposition (* 1960, A)
- Michael Evans: Schlagzeug, Perkussion, Elektronik (1957–2021, USA)
- Sandy Ewen: Gitarre (* 1985, CAN)
- Luc Ex: Bass (* 1958, NL)
- Terrie Ex: Gitarre (* 1955, NL)
- Finn von Eyben: Kontrabass (* 1944, DK)
- David Eyges: Cello (* 1950, USA)

## F
- Kai Fagaschinski: Klarinette (* 1974, D)
- Ferran Fages: Turntables, Elektronik (* 1974, E)
- Pavel Fajt: Schlagzeug (* 1957, CZ)
- Fernanda Farah: Stimme (* 1975, BR)
- Tanja Feichtmair: Altsaxophon, Bassklarinette (* 1972, A)
- Dieter Feichtner: Synthesizer (1943–1999, A)
- Simon H. Fell: Kontrabass (1959–2020, GB)
- Jaime Fennelly: Elektronik (USA)
- Sean C. Fennessy: Kornett (USA)
- Wolfgang Fernow: Kontrabass (* 1952, D)
- Gabriel Ferrandini: Schlagzeug, Perkussion (* 1986, PL)
- Haggai Fershtman: Schlagzeug (* 1972, IL)
- Nicholas Field: Perkussion (* 1975, GB)
- Alvin Fielder: Schlagzeug (1935–2019, USA)
- Scott Fields: Gitarre (* 1955, USA)
- Klaus Filip: Sinus, Loop-Software (* 1963, A)
- Evi Filippou: Vibraphon, Perkussion (* 1993, GR)
- Robin Fincker: Saxophon, Klarinette (* 1980, F)
- Jörg Fischer: Schlagzeug (* 1971, D)
- Michael Fischer: (Feedback-)Saxophon, Dirigat (* 1963, A)
- Larry Fishkind: Tuba (* um 1945, USA)
- Elisabeth Flunger: Perkussion (* 1960, I)
- Jean-Marc Foltz: Klarinetten (* 1968, F)
- Marta Forsberg: Geige, Elektronik (* 1989, S)
- Chris Forsyth: Gitarre (* 1973, USA)
- Jacques Foschia: Klarinetten (* 1960, B)
- Denis Fournier: Schlagzeug (* 1954, F)
- Jean-Marc Foussat: Gitarre, Live-Elektronik (* 1955, F)
- Robin Fox: Elektronik (AUS)
- Alexander Frangenheim: Kontrabass (* 1959, D)
- Nick Fraser: Schlagzeug (* 1976, CDN)
- Peter K. Frey: Bass (* 1941, CH)
- Joel Freedman: Cello (* um 1943, USA)
- Lori Freedman: Klarinette (* 1958, CDN)
- Lilli Friedemann: Violine, Rebec (* 1906, † 1991, D)
- Reinhold Friedl: Piano (* 1964, D)
- Lionel Friedli: Schlagzeug (* 1975, CH)
- Thomas Friedlaender: Naturtrompete, Zink, Posaune, Perkussion (* 1966, D)
- Burkhard Friedrich: Saxophon (* 1962, D)
- Johannes Frisch: Kontrabass, E-Bass (* 195?, D)
- Stephan Froleyks: erfundene Instrumente, Schlagzeug (* 1962, D)
- Limpe Fuchs: Perkussion, Synthesizer, Violine (* 1941, D)
- Wolfgang Fuchs: Saxophon, Bassklarinette (1949–2016, D)
- Paul Fuchs: Horn, Zinken, Perkussion, Elektronik, Stimme usw. (* 1936, D)
- Cor Fuhler: Piano, Live-Elektronic (* 1964, † 2020, NL/AUS)
- Joel Futterman: Piano, Flöte, Sopransaxophon (* 1946, USA)

## G
- Julius Gabriel: Saxophon (* 1988, D)
- Per Gärdin: Saxophon (* 1956, S)
- Susanna Gartmayer: Saxophon, Bassklarinette (* 1975, AU)
- Seppe Gebruers: Piano (* 1990, B)
- Gunnar Geisse: laptop guitar (* 1962, D)
- Heinz Geisser: Gitarre, Perkussion, Schlagzeug (* 1961, CH)
- Virginia Genta: Saxophone, weitere Instrumente (* 1984, I)
- Antonin Gerbal: Schlagzeug (* 1986, F)
- Valentin Gerhardus: Piano, Elektronik (* 1997, D)
- Ganesh Geymeier: Saxophone (* 1984, CH)
- Tania Giannouli: Piano (* 1977, GR)
- Joe Giardullo: Sopransaxophon (* 1948, USA)
- Jon Gibson: Saxophon, Klarinette, Flöte (* 1940, USA)
- Annette Giesriegl: Stimme (* 1966, AU)
- Paul Giger: Geige (* 1952, CH)
- Bendik Giske: Saxophon (* 1982, NO)
- Vinko Globokar: Posaune (* 1934, SLO)
- Steve Gnitka: Gitarre (1953–2023, USA)
- Goh Lee Kwang: Elektronik (* 1976, MAL)
- Heinz-Erich Gödecke: Posaune (* 1944, D)
- Adaya Godlevsky: Harfe, Stimme, Elektronik (* 1974, IL)
- Malcolm Goldstein: Violine, Komposition (* 1936, USA)
- Michał Górczyński: Bassklarinette (* 1977, PL)
- Emilio Gordoa: Vibraphon (* 1987, MEX)
- Francis Gorgé: Gitarre, Elektronik (* 1953, F)
- Gunda Gottschalk: Violine, Bratsche (* 1969, D)
- André Goudbeek: Altsaxophon, Bassklarinette (* 1946, B)
- Onno Govaert: Schlagzeug (* 1987, NL)
- Marie Goyette: Piano, Theremin, Akkordeon, Stimme (* 1959, CAN)
- László Gőz: Posaune (* 1954, H)
- Roland Graeter: Cello, Stimme (* 1954, D)
- Forbes Graham: Trompete, Elektronik (* ≈1980, USA)
- Frank Gratkowski: Altsaxophon, Klarinette, Bassklarinette, Kontrabassklarinette, Flöte (* 1963, D)
- Lars Graugaard: Flöte, Live-Elektronik (* 1957, DK)
- Hilliard Greene: Bass (* 1958, USA)
- Phillip Greenlief: Saxophon (* 1959, USA)
- Lene Grenager: Cello (* 1969, N)
- Stephen Grew: Piano, Keyboards (* ≈1970, GB)
- Joel Grip: Kontrabass (* 1982, S)
- Jean-Philippe Gross: Elektronik (* 1979, F)
- Ivar Grydeland: Gitarre (* 1976, N)
- Maria Gstättner: Fagott, Stimme (* 1977, AU)
- Bernhard Günter: Live-Elektronik, Saxophone, Klarinette, Gitarre (* 1957, D)
- Wolfgang Güttler: Kontrabass (1945–2022, RO/D)
- Andy Guhl: Kontrabass, Live-Elektronik (* 1952, CH)
- Joy Guidry: Fagott (* 1995, USA)
- Jean-Luc Guionnet: Saxophon (* 1966, F)
- Will Guthrie: Perkussion (* 1977, AUS)
- Barry Guy: Kontrabass (* 1947, GB)
- Attila Gyárfás: Schlagzeug (* 1990, HU)
- Paul Van Gysegem: Kontrabass (* 1935, B)

## H
- Javier Hagen: Stimme (* 1971, CH)
- Keiji Haino: Gitarre, Bass, Schlagzeug (* 1952, J)
- Marcin Hałat: Violine (* 1981, PL)
- Sylvia Hallett: Stimme, Violine, Harfe, Elektronik (* 1953, GB)
- Mary Halvorson: Gitarre (* 1980, USA)
- Peter Michael Hamel: Klavier, Orgel, Keyboards, Komposition (* 1947, D)
- Anders Hana: E-Guitar, Saxophon, Elektronik (* 1982, N)
- Mark Hanslip: Saxophone (* 1979, GB)
- Elisabeth Harnik: Piano (* 1970, A)
- Gerrit Hatcher: Saxophon (* ≈1985, USA)
- Kotaro Hattori: Piano (J)
- Anton Hatwich: Kontrabass (USA)
- Boris Hauf: Saxophon (* 1974, A)
- Fritz Hauser: Schlagzeug (* 1953, CH)
- Franz Hautzinger: Trompete (* 1963, A)
- Stephen Haynes: Trompete, Kornett (* 1955, USA)
- Robin Hayward: Tuba (* 1969, GB)
- Steve Heather: Schlagzeug (* 1969, AUS)
- Chris Heenan: Kontrabassklarinette, Saxophon (* 1969, USA)
- Agnes Heginger: Stimme (* 1973, AU)
- Nicola Hein: Gitarrist (* 1988, D)
- Günter Heinz: Flöte, Posaune (* 1954, D)
- Flin van Hemmen: Schlagzeuger, Pianist (* ≈1985, NL)
- Nina de Heney: Bass (* 1962, S)
- Ig Henneman: Violine, Bratsche (* 1945, NL)
- Brad Henkel: Trompete (* 1985, USA)
- Patrice Héral: Schlagzeug (* 1965, F)
- Constantin Herzog: Bass (* 1984, D)
- Paul Hession: Schlagzeug, Perkussion (* 1956, GB)
- John Heward: Schlagzeug (1934–2018, CAN)
- Hans Peter Hiby: Saxophone (* 1962, D)
- Wiek Hijmans: Gitarre (* 1967, NL)
- Sylvia Hinz: Blockflöte (* 1968, D)
- Erhard Hirt: Gitarre, Elektronik (* 1951, D)
- Tim Hodgkinson: Gitarre, Klarinette, Saxophon, Keyboards (* 1949, GB)
- Devin Hoff: Kontrabass, E-Bass (USA)
- Michael Hoffmann: Schlagzeug, Percussion, Live-Electronic (* 1961, D)
- Shirley Anne Hofmann: Tuba, Posaune, Trompete, Euphonium (* 1959, CDN)
- Peter Hollinger: Schlagzeug, Perkussion (* 1954, D)
- Klaus Ellerhusen Holm: Saxophon, Klarinette (* 1979, N)
- Per Åke Holmlander: Tuba, Cimbasso (* 1957, S)
- Anna Homler: Stimme (* 1948, USA)
- Tristan Honsinger: Cello (1949–2023, USA)
- Oscar Jan Hoogland: Piano, Clavicord, Cracklebox, Plattenspieler (* 1983, NL)
- Adam Hopkins: Kontrabass (* ≈1985, USA)
- Georgia Hoppe: Klarinette, Saxophon (* 1957, D)
- Maurice Horsthuis: Viola (* 1948, NL)
- Margarete Huber: Gesang (* 1980, D)
- Carl Ludwig Hübsch: Tuba (* 1966, D)
- Paul Hubweber: Posaune (* 1954, D)
- Charlotte Hug: Violine (* 1965, CH)
- John Hughes: Kontrabass (* 1972, USA, D)
- Leonhard Huhn: Saxophone, Klarinette (* 1986, D)

## I
- Susie Ibarra: Perkussion (* 1970, USA)
- Giuseppe Ielasi: Gitarre, Elektronik (* 1974, I)
- Mikko Innanen: Saxophone, Klarinette (* 1978, SF)
- Keizo Inoue: Saxophone, Klarinette (1922–2002, J)
- Christoph Irmer: Geige (* 1958, D)

## J
- Pete Jacobsen: Piano (1950–2002, GB)
- Peter Jacquemyn: Kontrabass (* 1963, B)
- Anna Jalving: Geige (* 1991, DK)
- Klaus Janek: Kontrabass (* 1969, I)
- Peter Janson: Kontrabass (* 1960, S)
- Robert Jarvis: Posaune, Klanginstallation (* 1963, UK)
- Catherine Jauniaux: Gesang (* 1955, B)
- Salim Javaid: Alt- und Sopransaxophon (* 1991, CZ)
- Hilary Jeffery: Posaune, Elektronik (* 1971, GB)
- Terry Jennings: Saxophon (1940–1981, USA)
- Louise Dam Eckardt Jensen: Altsaxophon, Flöte, Gesang, Elektronik (* 1980, DK)
- Dana Jessen: Fagott (* 1983, USA)
- Ove Johansson. Saxophon, EWI, Electronics (1936–2015, S)
- Sven-Åke Johansson: Schlagzeug, Akkordeon, Stimme (1943–2025, S)
- Max Johnson: Bass (* 1990, USA)
- Bonnie Jones: Circuit Bending, Text (* 1977, USA)
- Kidd Jordan: Saxophone, Bassklarinette (1935–2023, USA)
- Berit Jung: Kontrabass,  Stimme (* ≈1980, D)
- Michael Jüllich: Schlagzeug (* 1952, D)

## K
- Volker Kagerer: Gitarre, Bass (* 1963, A)
- Merje Kägu: Gitarre (* ≈1994, EST)
- Elena Margarita Kakaliagou: Horn (* 1979, GR)
- Andreas Kaling: Basssaxophon (* 1960, D)
- Tanya Kalmanovitch: Viola, Violine (* 1970, CND)
- Anna Kaluza: Altsaxophon (* 1979, D)
- Hilde Kappes: Stimme, Flaschen, Abflussrohre usw. (* 1964, D)
- Oona Kastner: Stimme, Piano (* 1965, D)
- Matthias Kaul: Perkussion (1949–2020, D)
- Charlotte Keeffe: Trompete (* ≈1993, GB)
- Géraldine Keller: Gesang, Flöte (* 1966, F)
- Hermann Keller: Piano, Komposition (1945–2018, D)
- Greg Kelley: Trompete (* 1973, USA)
- Aina Kemanis: Stimme (* 1952, USA)
- Erwan Keravec: Dudelsack (* 1974, F)
- Mazen Kerbaj: Trompete (* 1975, LIB)
- Taavi Kerikmäe: Elektronik (* 1976, EST)
- Kent Kessler: Kontrabass (* 1957, USA)
- Patrick Kessler: Kontrabass (* 1967, CH)
- Stefan Keune: Alt- und Sopransaxophon (* 1965, D)
- Carla Kihlstedt: Violine, Stimme, weitere Instrumente (* 1971, USA)
- Reso Kiknadze: Saxophon (* 1960, GE)
- Kim Jung-jae: Saxophon (* ≈1995, ROK)
- Harald Kimmig: Violine, Komposition (* 1956, D)
- Izumi Kimura: Pian (* 1973, Y)
- Włodzimierz Kiniorski: Saxofon, Stimme, Perkussion (* 1952, PL)
- Kyoko Kitamura: Stimme (* ≈1970, USA)
- Julie Kjær: Saxophon (* um 1985, DK)
- Robert Klammer: Synthesizer, Klavier, Zither, Perkussion, Elektronik (* 1978, D)
- Martin Klapper: Saxophon, Spielzeug (* 1963, CZ)
- Tobias Klein: Altsaxophon, Bassklarinette, Kontrabassklarinette (* 1967, D)
- Krzysztof Knittel: Synthesizer, Sampler, Stimme, Komposition (* 1947, PL)
- Garth Knox: Bratsche, Viola d’amore (* 1956, F)
- Hans Koch: Bassklarinette (* 1948, CH)
- Tatiana Koleva: Marimba (* 1970, NL)
- Frank Köllges: Schlagzeug, Dirigat für freie improvisierende Großformationen (1952–2012, D)
- Bernd Köppen: Piano, Orgel (1951–2014, D)
- Lukas König: Schlagzeug (* 1988, A)
- Wojciech Konikiewicz: Pianist (* 1956, PL)
- Masahiko Kono: Posaune, Elektronik (* 1951, J)
- Tomas Korber: Elektronik (* 1979, CH)
- Jerzy Kornowicz: Piano, Synthesizer (* 1959, PL)
- Sarathy Korwar: Tabla, Schlagzeug (* ≈1991, USA)
- Liz Kosack: Keyboards, Masken (* 1983, USA)
- Thomas Koslowski: Didgeridoo, Obertongesang (* 1976, D)
- Takehisa Kosugi: Geige (1938–2018, J)
- Peter Kowald: Kontrabass (1944–2002, D)
- Caroline Kraabel: Saxofon, Stimme (* 1961, USA)
- Zygmunt Krauze: Piano (* 1938, PL)
- Annette Krebs: Gitarre, Mischpult (D)
- Katrina Krimsky: Piano, Komposition (* 1938, USA)
- Alexei Kruglow: Saxophon, Horn (* 1979, R)
- Françoise Kubler: Stimme (* 1958, F)
- Burkard Kunkel: Bassetthorn, Zither, Bassklarinette, Stimme (* 1967, D)
- György Kurtág Jr.: Synthesizer (* 1954, H)
- Jan F. Kurth: Stimme, Elektronik, Komposition (* 1982, D)
- Christof Kurzmann: Saxophon, Klarinette, Elektronik (* 1963, A)
- Klaus Kürvers: Kontrabass (* 1950, D)
- Maika Küster: Stimme, Piano, Komposition (* 1993, D)
- David Kweksilber: Saxophone, Klarinetten (* 1973, NL)

## L
- Joan La Barbara: Stimme (* 1947, USA)
- Hélène Labarrière: Bass (* 1963, F)
- Anne La Berge: Flöte, Elektronik (* 1955, USA)
- Alexei Lapin: Piano (* 1966, R)
- Dominic Lash: Bass (* 1980, GB)
- Didier Lasserre: Schlagzeug (* 1971, F)
- Ryszard Latecki: Trompete, Harmonium, Perkussion, „Pseudoinstrumente“ (* 1956, PL)
- Louis Laurain: Trompete (* 1984, F)
- Anja Lauvdal: Keyboards, Synthesizer (* 1987, N)
- Joëlle Léandre: Kontrabass (* 1951, F)
- Gerard Lebik: Saxophon, Elektronik (* 1980, PL)
- Peggy Lee: Cello (* 1963, CDN)
- Thomas Lehn: Live-Elektronik (* 1958, D)
- Hanno Leichtmann: Schlagzeug, Elektronik (D)
- Heather Leigh: Steel-Pedal-Gitarre, Stimme (* 197?, USA)
- Helmut Lemke: Langsaiten (* 1953, D)
- Stefano Leonardi: Flöte (* 1978, I)
- Ulrike Cordula Lentz: Querflöten  (* 1968, D)
- Marilyn Lerner: Piano (* 1957, CDN)
- Émilie Lesbros: Stimme (* um 1980, F)
- Daniel Levin: Cello (* 1974, USA)
- George Lewis: Posaune (* 1952, USA)
- Joanna Lewis: Geige (* 1963, AUS)
- Ligia Liberatori: Gesang (* 1970, RA)
- Christian Lillinger: Perkussion (* 1984, D)
- Eva Lindal: Geige, Bratsche (* 1958, S)
- Susanna Lindeborg: Piano, Keyboards, Live-Elektronics (* 1952, S)
- Lukas Lindenmaier: Perkussion (1946–2014, CH)
- Adam Linson: Kontrabass, Electronics (* 1975, USA)
- Gerd Lisken: Klavier, Stimme, Komposition (1928–2018, D)
- Garrett List: Posaune, Stimme, Komposition (1943–2019, USA)
- Mieczysław Litwiński: Multiinstrumentalist, Stimme, Komposition (* 1955, PL)
- Scott R. Looney: Klavier, Electronics (USA)
- Brandon Lopez: Kontrabass (* um 1980, USA)
- Ramón López: Perkussion, Schlagzeug (* 1961, E)
- Christian Lorenzen: Wurlitzer, Synthesizer (* 1982, D)
- Frantz Loriot: Bratsche (* 1980, F)
- Julien Loutelier: Schlagzeug, Perkussion (* 1987, F)
- Paul Lovens: Schlagzeug (* 1949, D)
- Gareth Lubbe: Bratsche, Obertongesang (* 1976, ZA)
- Francine Luce: Stimme (F)
- Aaron Lumley: Kontrabass (* 1981, CAN)
- Cora Venus Lunny: Geige, Bratsche (* 1982, IRL)
- René Lussier: Gitarre (* 1957, CDN)
- Michael Lytle: Klarinette, Bassklarinette (* 1945, USA)

## M
- Sachiko M.: Sinus-Wellen (* 1973, J)
- Raymond MacDonald: Saxophone (* 1968, GB)
- Thierry Madiot: Bassposaune, erfundene Instrumente (* 1963, F)
- Valentina Magaletti: Schlagzeug, Vibraphon (* ≈1977, I)
- Frederik Magle: Orgel, Piano (* 1977, DK)
- Olivier Magnenat: Bass (1950–2011) CH
- Rudi Mahall: Bassklarinette (* 1966, D)
- Kōichi Makigami: Piccolotrompete, Gesang, Theremin (* 1956, J)
- Toshi Makihara: Perkussion, Schlagzeug (* 1960, J)
- Greg Malcolm: Gitarre, Stimme (* 1965, NZ)
- Radu Malfatti: Posaune (* 1943, A)
- Joe Maneri: Saxophone, Klarinette, Piano (1927–2009, USA)
- Mat Maneri: Viola, Violine (* 1969, USA)
- Thomas Maos: Gitarre (* 1964, D)
- Lionel Marchetti: Elektronik (F)
- Christian Marien: Schlagzeug (* 1975, D)
- Albert Márkos: Cello (* 1967, RU/HU)
- Pierre-Yves Martel: Bass, Viola da gamba (* 1979, CAN)
- Dirk Marwedel: Saxophon (* 1959, D)
- Miya Masaoka: Koto (* 1958, USA)
- Michel Massot: Tuba, Posaune (* 1960, B)
- Philippe Maté: Saxophon (1939–2002, F)
- Kaffe Matthews: Elektronik (UK)
- Massimo de Mattia: Flöte (* 1959, I)
- Mattin: Computer, Stimme (* 1977, ES)
- Marcio Mattos: Kontrabass, Cello und Elektronik (* 1946, GB)
- Stephan Mathieu: Schlagzeug, Elektronik (D)
- Mattin: Computer, Performance (* 1977, E)
- Albrecht Maurer: Violine (* 1959, D)
- Camille Maussion: Altsaxophon (* 1988, F)
- Agathe Max: Geige, Bratsche (* ≈1980, GB)
- Magda Mayas: Piano (* 1979, D)
- Rafał Mazur: Bassgitarre (* 1971, PL)
- Nick Mazzarella: Altsaxophon (* 1984, USA)
- Terrence McManus: Gitarre (USA)
- George McMullen: Posaune, Flöte, Didgeridoo (* ≈1965, USA)
- Thomas Meadowcroft: Orgel (USA)
- François Méchali: Kontrabass, Komposition (* 1950, F)
- David Meier: Schlagzeug (* 1985, CH)
- Niko Meinhold: Piano, Komposition (* 1975, D)
- Chico Mello: Gitarre, Stimme (BR)
- Vincent Membrez: Piano, Synthesizer (* 1979, CH)
- Manuel Mengis: Trompete, Elektronik (* 1972, CH)
- David Menestres: Kontrabass (* 1981, USA)
- Misha Mengelberg: Piano (1935–2017, NL)
- Sergio Merce: Electronics (RA)
- Arnaud Méthivier: Akkordeon, Cajon, Stimme (* 1971, F)
- Heiner Metzger: Blasinstrumente, Elektronik (* ca. 1962, D)
- Ruth Wilhelmine Meyer: Stimme (* 1961, N)
- Szilárd Mezei: Violine, Kontrabass (* 1974, HU)
- Piotr Michałowski: Holzblasinstrumente (* 1948, USA)
- Philippe Micol: Saxophone, Klarinetten (1955–2021, CH)
- Manuel Miethe: Saxophone (* 1972, D)
- Jordina Millà: Piano (* 1984, E)
- Donald Miller: Gitarre (* 1958, USA)
- Steve Miller: Keyboards (1943–1998, GB)
- Sophie Min: Piano (* ≈1992, ROK/AUS)
- Dom Minasi: Gitarre (1943–2023, USA)
- Christian Minkowitsch: Piano, Orgel, Komposition (* 1962, A)
- Phil Minton: Stimme, Trompete (* 1940, GB)
- Luc Mishalle: Saxophon (* 1953, B)
- Wolfgang Mitterer: Orgel, Piano (* 1958, A)
- Heida Mobeck: Tuba (* 1987, N)
- Ernesto Molinari: Klarinetten (* 1956, CH)
- Udo Moll: Trompete (1966–2023, D)
- Jean-Marc Montera: Gitarre, Live-Elektronik (* 1955, F)
- Andy Moor: Gitarre (* 1962, GB)
- Thurston Moore: Gitarre, Stimme (* 1958, USA)
- Michael Moser: Cello (* 1959, A)
- Norbert Möslang: Saxophon, Kontrabassklarinette, Live-Elektronik (* 1952, CH)
- David Moss: Stimme, Schlagzeug (* 1949, USA)
- Matt Mottel: Keyboards (* 1981, USA)
- Matthias Muche: Posaune (* 1972, D)
- Luisa Muhr: Stimme, Multi-Media (* vor 1992, USA)
- Nora Mulder: Piano, Keyboards, selbstgebaute Instrumente (* 1965, NL)
- Günter Müller: Schlagzeug, Perkussion, Live-Elektronik (* 1954, D)
- Matthias Müller: Posaune (* 1971, D)
- Torsten Müller: Bass, Cello (* 1957, D)
- Jamie Muir: Perkussion (1942–2025, GB)
- Sejiro Murayama: Perkussion (J)
- Rachel Musson: Saxophon (GB)
- Adrian Myhr: Kontrabass (* 1984, N)
- Kim Myhr:Gitarren (* 1981, N)

## N
- Theo Nabicht: Klarinette (* 1963, D)
- Helmut Nadolski: Kontrabass (* 1942, PL)
- Karin Nakagawa: Koto (* 1979, J)
- Toshimaru Nakamura: Elektronik (* 1966, J)
- Steffi Narr: Gitarre (* 1986, D)
- Dag Magnus Narvesen: Schlagzeug, Perkussion (* 1983, N)
- Mark Nauseef: Perkussion (* 1953, USA)
- Jason Nazary: Schlagzeug, Elektronik (* 1984, USA)
- Camila Nebbia: Tenorsaxophon (* 1987, AR)
- Tobias Netta: Trompete (* ≈1962, D)
- Barbara Maria Neu: Klarinette (* 1993, A)
- Andrea Neumann: Innenklavier (* 1968, D)
- Keir Neuringer: Saxophon (USA)
- Maggie Nicols: Gesang (* 1948, GB)
- Joker Nies: Eigenbau-Elektronik (* 1958, D)
- Etienne Nillesen Schlagzeug (D)
- Lê Quan Ninh: Perkussion (* 1961, F)
- Jérôme Noetinger: Elektronik (* 1966, F)
- noid: Cello, Electronics (* 1970, A)
- Henrik Munkeby Nørstebo: Posaune (* 1986, N)
- Charles K. Noyes: Perkussion, Electronics (* 1956, USA)
- Annick Nozati: Gesang (1945–2000, B)
- Koen Nutters: Kontrabass (* 1976, NL)

## O
- Tim O’Dwyer: Saxophone, Bassklarinette (* 1971, AUS)
- Lothar Ohlmeier: Saxophone, Bassklarinette (* 1962, D)
- Masako Ohta: Piano (* 1960, J)
- Linda Oláh: Stimme (* 1988, S)
- Mark O’Leary: Gitarre (* 1969, IRL)
- Mary Oliver: Violine, Bratsche, Hardangerfidel (* 1956, USA)
- Pauline Oliveros: Akkordeon, Komposition (1932–2016, USA)
- Morten J. Olsen: Perkussion (* 1981, N)
- Ursula Oppens: Piano, Komposition (* 1944, USA)
- Annemie Osborne: Cello (* 1984, LUX)
- Gerald Oshita: Saxophone, Shakuhachi (1942–1992, USA)
- Margaux Oswald: Piano (* 1991, DK)
- Hartmut Oßwald: Saxophone, Klarinetten (* 1964, D)
- Bob Ostertag: Keyboards, Sampler, Laptop (* 1957, USA)
- John Oswald: Altsaxophon, Sampling, Komposition (* 1953, CAN)
- Fabrizio Ottaviucci: Piano (* 1959, I)
- Rutger van Otterloo: Saxophon (* 1959, NL)
- Cel Overberghe: Saxophon, Piano (* 1937, B)
- Tony Oxley: Schlagzeug, Violine, Elektronik (1938–2023, GB)

## P
- Fanny Paccoud: Violine, Bratsche (* ≈1979, F)
- Bert Palinckx: Kontrabass (* 1962, NL)
- Jacques Palinckx: Gitarren, Komposition (* 1959, NL)
- Dennis Palmer: Keyboards, Synthesizer, electronics (1957–2013, USA)
- Elizabeth Panzer: Harfe (USA)
- Sakis Papadimitriou: Piano (* 1940, GR)
- Han-earl Park: Gitarre (ROK)
- Evan Parker: Sopransaxofon (* 1944, GB)
- Jeff Parker: Gitarre (* 1967, USA)
- Élodie Pasquier: Klarinette (* ≈1985, F)
- Anthony Pateras: Piano (* 1979, AU)
- Jean-François Pauvros: Gitarre (* 1947, F)
- Jessica Pavone: Violine, Viola (* 1976, USA)
- Eivin One Pedersen: Piano, Akkordeon (1956–2012, N)
- Luca Perciballi: Gitarre, Elektronik (* 1984, I)
- Andreas Paolo Perger: Gitarre (* 1970, A)
- Edward Perraud: Perkussion, Schlagzeug (* 1971, F)
- Frank Perry: Perkussion (* 1948, GB)
- Natalie Peters: Stimme (* 1976, CH)
- Randy Peterson: Schlagzeug (USA)
- Axel Petry: Saxophone, Klarinette, Flöte, auch Vibraphon, Perkussion (* 195?, D)
- Hans-Peter Pfammatter: Klavier, Synthesizer, Elektronik (* 1974, CH)
- Pule Pheto: Piano (* 1966, ZA/GB)
- Günter Philipp: Piano (1927–2021, D)
- Ulrich Phillipp: Kontrabass (* 1956, D)
- Barre Phillips: Kontrabass (1934–2024, USA)
- Andreas Pichler: Schlagzeug, Perkussion (* 1981, AU)
- Pierre Pincemaille: Orgel (1956–2018, F)
- Robert Piotrowicz: Elektronik (PL)
- Chris Pitsiokos (* 1990, USA)
- Marino Pliakas: Bass, Gitarre (* 1964, CH/GR)
- Paul Plimley: Piano (* 1953, CDN)
- Sam Pluta: Live-Elektronik (1979, USA)
- Ingeborg Poffet: Akkordeon, Stimme (* 1965, D)
- Valentina Ponomareva: Stimme (* 1939, RUS)
- Randi Pontoppidan: Stimme, Elektronik (* 1970, DK)
- Julien Pontvianne: Saxophon, Klarinette (* 1983, F)
- Melvyn Poore: Tuba (* 1951, GB)
- Michel Portal: Saxofon, Klarinetten (* 1935, F)
- Mariá Portugal: Schlagzeug (* 1984, BR)
- Nelly Pouget: Saxofon (* 1955, F)
- Walter Prati: Cello, Elektronik (* 1956, I)
- John Preininger: Schlagzeug (1947–2002, A)
- Moritz Preisler: Piano (* 1991, D)
- Mark Pringle: Piano (* 1991, GB)
- Gert-Jan Prins: Perkussion (* 1961, NL)
- Felicity Provan: Trompete (* um 1963, AUS)
- Werner Puntigam: Posaune, Stimme, Noises (* 1964, AU)
- Claudio Puntin: Klarinetten, Elektronik (* 1965, CH/I)
- Massimo Pupilo: Bassgitarre, Kontrabass (* 1969, I)
- Alan Purves: Schlagzeug, Perkussion (* 1952, GB)

## R
- Reuben Radding: Bass (* 1966, USA)
- Lucy Railton: Cello (* ≈1986, GB)
- Bhob Rainey: Saxophon (USA)
- Sanne Rambags: Stimme (* 1994, NL)
- Nicole Rampersaud: Trompete, Flügelhorn (* 1981, CAN)
- Michael Ranta: Perkussion (* 1942, USA)
- Mette Rasmussen: Saxophon (DK)
- Maja Ratkje: Stimme, Elektronik, Violine (* 1973, NO)
- Ada Rave: Tenorsaxophon (* 1974, AR)
- Mario Rechtern: Klarinette, Saxophone, electronics (* 1942, A)
- Cyril Régamey: Schlagzeug, Perkussion (* 1977, CH)
- Peter Rehberg: Computer (1968–2021, A/GB)
- Heiner Reinhardt (* 1952): Bassklarinette, Baritonsaxophon (* 1952, DDR/D)
- Knut Remond: Live Electronics, Handbag Electronics, Drums (* 1956, CH/D)
- Michael Renkel: Gitarre, Elektronik (* 1965, D)
- John-Dennis Renken: Trompete (* 1981, D)
- Dominique Répécaud: Gitarre (* 1955, F)
- Dominique Regef: Drehleier, Geigen usw. (* 1947 F)
- Mona Matbou Riahi: Klarinette, Komposition (* 1990, IR)
- Margrit Rieben: Schlagzeug (* 1963, CH)
- Mikro Rilling: Cello, Posaune (1944–2018, D)
- Clémentine Ristord: Saxophone, Bassklarinette (* ≈1997, F)
- Gino Robair: Perkussion, Elektronik (* 1963, USA)
- Cath Roberts: Saxophon (* 1983, GB)
- Mariel Roberts: Cello, Elektronik (* ≈1989, USA)
- Daniele Roccato: Kontrabass (* 1969, I)
- Guilherme Rodrigues: Violine (* 1988, P)
- Henri Roger: Piano, Elektronik (* 1951, F)
- Scott Roller: Cello (* 1959, USA)
- Annemarie Roelofs: Posaune, Viola (* 1955, NL)
- Etienne Rolin: Saxophone, Klarinetten, Flöte (* 1952, F)
- Mette Henriette Martedatter Rølvåg: Altsaxophon (* 1990, N)
- Simon Rose: Alt- und Baritonsaxophon (* 1980, GB)
- Isabel Rößler: Kontrabass (* um 1995, D)
- Dirk Rothbrust: Schlagwerk (* 1968, D)
- Arthur Rother: Gitarre (* 1970, NL)
- Zach Rowden: Kontrabass (* 1992, USA)
- Keith Rowe: Gitarre (* 1940, GB)
- Harold Rubin: Klarinette (* 1932, IL)
- Xaver Rüegg: Kontrabass (* 1993, CH)
- Joris Rühl: Klarinette (* 1982, F)
- Simon Rummel: Piano (* 1978, D)
- Olaf Rupp: Gitarre (* 1963, D)
- John Russel: Gitarre (* 1954, GB)
- Frederic Rzewski: Piano (1938–2021, USA)

## S
- Joana Sá: Piano (* 1979, P)
- Tetsu Saitō: Kontrabass (* 1955, J)
- Samo Šalamon: Gitarre (* 1978, SLO)
- Sofia Salvo: Baritonsaxophon (* 1994, AR)
- Michel Samson: Violine, Bratsche (* 1945, NL/USA)
- Angelica Sanchez: Piano (* 1972, USA)
- Sten Sandell: Piano (* 1958, S)
- Mark Sanders: Schlagzeug (* 1960, GB)
- Natalie Sandtorv: Gesang, Elektronik (* 1988, NOR)
- Susana Santos Silva: Trompete, Flügelhorn (* 1979, PT)
- Mandhira de Saram: Geige (* 1984, GB)
- Julian Sartorius: Schlagzeug (* 1981, CH)
- Julie Sassoon: Piano (* 1966)
- Maud Sauer: Oboe, Coble (* 1952, NL)
- Jim Sauter: Saxophone (* 1953, USA)
- Eric Schaefer: Schlagzeug (* 1976, D)
- Philipp Schaufelberger: Gitarre (* 1970, CH)
- Michiel Scheen: Piano (* 1963, NL)
- Ignaz Schick: Turntables, Saxophon (* 1972, D)
- Andreas Schickentanz: Posaune, Elektronik (* 1961, D)
- Christoph Schiller: Piano, Spinett (* 1963, CH)
- Stefan Schindel: Elektroniker (* 1980, D)
- Udo Schindler: Klarinette, Saxophone, Kornett (D)
- Wolfgang Schliemann: Perkussion (* 1956, D)
- Alexander von Schlippenbach: Piano (* 1938, D)
- Sue Schlotte: Cello (* 1967, D)
- Martin Schlumpf: Klarinette (* 1947, CH)
- Peter A. Schmid: Bassklarinette, Baritonsaxophon, Tubax (* 1959, CH)
- Martin Schmiddi Schmidt: Mandoline, Bouzouki, E-Bass (* 1966, D)
- Ingrid Schmoliner: Stimme, Piano (* 1978, AU)
- Hans Schneider: Bass  (1951–2024, D)
- Detlef Schönenberg: Schlagzeug (1944–2022, D)
- Fie Schouten: Bassklarinette (* 1972, NL)
- Stefan Schreiber: Saxophone, Klarinetten (* 1966, D)
- Marianne Schroeder: Piano (* 1949, CH)
- Frank Paul Schubert: Saxophon (* 1965, D)
- Dorothea Schürch: Gesang (* 1960, CH)
- Laura Schuler: Geige (* 1987, CH)
- Robyn Schulkowsky: Perkussion (* 1953, USA)
- Manfred Schulze: Saxophone, Klarinette, Komposition (1934–2010, D)
- Marianne Schuppe: Gesang (* 1959, D/CH)
- Irène Schweizer: Piano, Schlagzeug (1941–2024, CH)
- Rob Schwimmer: Piano, Keyboards (* 1955, USA)
- Domenico Sciajno: Elektronik (I)
- Joseph Scianni: Piano (1928–2018, USA)
- Stefano Scodanibbio: Kontrabass (1956–2012, I)
- Sharif Sehnaoui: Gitarre (* 1976, LIB)
- Wolfgang Seidel: Schlagzeug, Elektronik (* 1949, D)
- Fabien Sevilla: Bass (* 1971, CH)
- Paul Shearsmith: Trompete (1946–2025, UK)
- Aram Shelton: Saxophon, Klarinette, Elektronik (* 1976, USA)
- Angelika Sheridan: Flöte (* 1965, D)
- Ariel Shibolet: Sopransaxophon (* 1972, IL)
- Arkady Shilkloper: Horn, Alphorn (* 1956, RUS)
- Derek Shirley: Bass (* 1975, CDN)
- Patrick Shiroishi: Saxophon (* 1987/88, USA)
- Katsuharu Shoji: Saxophon (J)
- Jen Shyu: Stimme, Multiinstrumentalistin, Komposition (* 1976, USA)
- Martin Siewert: Gitarre, Elektronik (* 1972, D)
- Peder Simonsen: Tuba, Live-Elektronik, Drum-Computer (* 1987, NO)
- Sokratis Sinopoulos: Lyra (* 1974, GR)
- Gérard Siracusa: Perkussion, Schlagzeug (* 1957, F)
- Blaise Siwula: Saxophone, Klarinetten, Flören, Perkussion, Streichinstrumente, electronics (* 1950, USA)
- Damon Smith: Kontrabass (* 1972, USA)
- LaDonna Smith: Geige, Bratsche, Piano, Publizistin (* 1951, USA)
- Roger Smith: Gitarre (* 1959, GB)
- Wadada Leo Smith: Trompete (* 1941, USA)
- Uli Sobotta: Euphonium, Althorn, Gitarre, Didgeridoo (* 1955, D)
- Casey Sokol: Piano (* 1948, CAN)
- Claudia Solal: Stimme (* 1971, F)
- Nicolas Sordet: Piano, Live-Elektronik (* 1958, CH)
- Zsolt Sőrés: Bratsche (* 1969, H)
- Fabrizio Spera: Perkussion (* ca. 1960, I)
- Bram Stadhouders: Gitarre, Gitarrensynthesizer, Elektronik (* 1987, NL)
- Jasper Stadhouders: Gitarre, E-Bass (* 1989, NL)
- Cara Stacey: Piano, Mundbogen (* ≈1987, SA)
- Burkhard Stangl: Gitarrist, (* 1960, A)
- Radek Stawarz: Geige (* 1973, PL)
- Marianne Steffen-Wittek: Schlagzeug, Vibraphon (* 1952, D)
- Markus Stockhausen: Trompete (* 1957, D)
- Florian «Flo» Stoffner: Gitarre (* 1975, CH)
- Pamelia Stickney: Theremin (* 1976, USA)
- Stefan Straßer: Synthesizer, Elektronik, Gitarre, Piano (* 1965, D)
- Sebastian Strinning: Saxophone, Klarinetten (* 1985, CH)
- Dominik Strycharski: Blockflöte, Elektronik, Stimme (* 1975, PL)
- Ståle Liavik Solberg: Perkussion, Schlagzeug (* 1979, N)
- Daniel Studer: Kontrabass (* 1961, CH)
- Hans Sturm: Kontrabass (* 1960, USA)
- Tadeusz Sudnik: Synthesizer, Elektronik (* 1955, PL)
- Taku Sugimoto: Gitarre (* ≈ 1966, J)
- Yonga Sun: Schlagzeug (* 1977, D)
- Lara Süß: Stimme, Körper (* 1991, D)
- Christian Meaas Svendsen: Kontrabass (* 1988, NO)
- Mike Svoboda: Posaune (* 1960, USA)
- Mazz Swift: Geige, Gesang (* ≈1975, USA)
- Gellért Szabó: Gitarre, Conducting/Soundpainting (* 1992, D)

## T
- Richard Tabnik: Altsaxophon (* 1952, USA)
- Kang Tae Hwan: Altsaxophon (* 1944, KOR)
- Masayuki Takayanagi: Gitarre (1932–1991, J)
- Tamia: Stimme (* 1947, F)
- Pierre Tanguay: Schlagzeug, Perkussion (* 1956, CAN)
- Sophie Tassignon: Stimme (* 1980, B)
- Ziv Taubenfeld: Bassklarinette (* 1986, IL)
- Martin Taxt: Tuba (* 1981, N)
- Chad Taylor: Schlagzeug (* 1973, USA)
- Tchangodei: Piano (* 1957, BJ)
- Richard Teitelbaum: Synthesizer (1939–2020, USA)
- Carl Testa: Kontrabass, Klarinetten, Elektronik (* 1984, USA)
- Rudolf Theilmann: Schlagzeug (* 1942, D)
- Tscho Theissing: Violine (* 1959, A)
- Martin Theurer: Piano (* 1954, D)
- Michael Thieke: Klarinette (* 1971, D)
- Ernst Thoma: Electronik (* 1953, CH)
- Clayton Thomas: Bass (* 1976, AUS)
- Pat Thomas: Elektronik (* 1960, GB)
- Scott Thomson: Posaune (* ≈1980, USA)
- Walter Thompson: Dirigat (* 1952, USA)
- John Tilbury: Piano (* 1936, GB)
- Torben Tilly: Elektronik (* 1972, NZ)
- Töbi Tobler: Hackbrett (* 1953, CH)
- Toyoji Tomita: Posaune, Didgeridoo (1951–2008, USA)
- Alan Tomlinson: Posaune (1947–2024, UK)
- Josef Traindl: Posaune (1947–2008, AU)
- Maria Trautmann: Posaune (* 1990, D)
- Valerio Tricoli: Tonband (* 1977, I)
- Vasco Trilla: Schlagzeug (* ≈1978, E)
- Bud Tristano: Gitarre (* 1959, USA)
- Carol Tristano: Schlagzeug (* ≈1963, USA)
- Elisa Trocmé: Bassklarinette, Klarinette (* 1955, F)
- Manuel Troller: Gitarre (* 1986, CH)
- Anaïs Tuerlinckx: Piano, Innenklavier, Objekte (* 1986, BE)
- Bertram Turetzky: Kontrabass (* 1933, USA)
- Marcel Türkowsky: Tapes, Elektronik (* 1978, D)
- Matt Turner: Cello, Piano (* 1966, USA)
- Roger Turner: Schlagzeug (* 1946, GB)
- Tolga Tüzün: Piano, Laptop (* 1971, TR)

## U
- Kazuhisa Uchihashi: Gitarre, Daxophon (* 1959, J)
- Federico Ughi: Schlagzeug, Stimme, Sampling (* 1972, I)
- Frances-Marie Uitti: Cello, Stimme (* 1948, USA)
- Birgit Ulher: Trompete (* 1961, D)
- Lisa Ullén: Piano (* 1964, S)
- Dieter Ulrich: Schlagzeug, Flügelhorn (* 1958, CH)
- Taku Unami: Elektronik (J)
- Beat Unternaehrer: Posaune, Fürst-Pless-Horn, Live-Elektronik (* 1963, CH)
- Peeter Uuskyla: Schlagzeug (* 1951, S)

## V
- Asja Valčić: Cellistin (* 1967, HR)
- Nicole Van den Plas: Pianistin, Vokalistin (* 1943, B)
- Ivo Vander Borght: Perkussionist (* ≈1953)
- Ken Vandermark: Tenorsaxophon (* 1964, USA)
- Dylan van der Schyff: Schlagzeug (* 1970, CDN)
- Els Vandeweyer: Vibraphonistin (* 1982, B)
- Fred Van Hove: Piano, Orgel, Akkordeon, Komposition (1937–2022, B)
- Jean-Michel Van Schouwburg (* 1955, B)
- Marián Varga: Piano, Subharchord, Keyboards (1947–2017, CS)
- Christofer Varner: Posaune, Didgeridoo, Muschelhörner, Live-Electronics (* 1960, D)
- Johanna Varner: Cello, Kontrabass (* 1963, A)
- Michael Vatcher: Perkussion (* 1954, USA)
- Nikos Veliotis: Cello, (* 1970, GR)
- Luca Venitucci: Akkordeon (* 1969, I)
- Teun Verbruggen: Schlagzeug (* 1975, B)
- Dafne Vicente-Sandoval: Fagott (* 1979, F)
- Céline Voccia: Piano (* 198?, F)
- Magda Vogel: Gesang (* ≈1957, CH)
- Sabine Vogel: Flöten (* 1971, D)
- John Voirol: Saxophon (* 1958, CH)
- Ute Völker: Akkordeon (* 1963, D)
- Luise Volkmann: Altsaxophon, Flöte (* 1992, D)
- Ove Volquartz: Klarinetten (* 1949, D)
- Vinz Vonlanthen: Gitarre (1959–2024, CH)
- Michael Vorfeld: Perkussion (* 1956, D)

## W
- Phil Wachsmann: Violine (* 1944, GB)
- Michel Waisvisz: Live-Elektronik (1949–2008, NL)
- Florian Walter: Saxophone, Klarinette (* 1987, D)
- Marta Warelis: Piano (* 1986, P/NL)
- Peter Warren: Stahl-Cello (* 1935, USA)
- Ute Wassermann: Stimme (* 1960, D)
- Mark Wastell: Cello, Bass, Perkussion, Elektronik (* 1968, UK)
- Daniel Weaver: Cello (UK)
- Christian Weber: Bass (* 1972, CH)
- Katharina Weber: Piano (* 1958, CH)
- Tilo Weber: Schlagzeug (* 1990, D)
- Colin Webster: Saxophone, Elektronik (* ≈1980, UK)
- Judith Wegmann: Piano (* 1975, CH)
- Günther Wehinger: Flöte (* 1961, AU)
- Sam Weinberg: Saxophone (* ≈1990, USA)
- Chris Weinheimer: Flöte (* 1964, D)
- Fritz Welch: Schlagzeug, Perkussion (* ≈1980, USA)
- Mathieu Werchowski: Geige, Bratsche (* 1973, F)
- Andreas Werliin: Schlagzeuger (* 1982, S)
- Michael Wertmüller: Schlagzeuger, Komposition (* 1968, CH)
- David Wessel: Live-Elektroniker (1942–2014, USA)
- Veryan Weston: Piano (* 1950, GB)
- Jacob Wick: Trompete (* ≈1985, USA)
- Thomas Wiedermann: Posaune (1953–2006, D)
- Tadeusz Wielecki: Kontrabass (* 1954, PL)
- Bernd Wiesemann: Piano, Komposition (1938–2015, D)
- Albert Wildeman: Kontrabass (* ≈1988, NL)
- Alan Wilkinson: Saxophone (* 1954, GB)
- Joe Williamson: Kontrabass (* 1970, CDN)
- Christoph Winckel: Kontrabass (* 1950, D)
- Georg Wissel: Saxophone, Klarinette (* 1964, D)
- Stevie Wishart: Drehleier, Rebec, Gesang (* 1959, GB)
- Emily Wittbrodt: Cello (* 1994, D)
- Christine Wodrascka: Piano (* 1957, F)
- Ksawery Wójciński: Kontrabass, Stimme (* 1983, PL)
- Georg Wolf: Bass (D)
- Nicolas Wolf: Schlagzeug (* 1987, CH)
- Christian Wolfarth: Perkussion (* 1960, CH)
- Kai Wolff: Gitarre (* 1967, D)
- Stephan Wittwer: Gitarre (* 1953, CH)
- Hainer Wörmann: Gitarre (* 1950, D)
- Nate Wooley: Trompete (* 1974, USA)
- Natalia E. Woytasik: Bratsche (* 1967, D)
- Tina Wrase: Bassklarinette, Sopransaxophon (1960–2000, D)
- Tony Wren: Schlagzeug (* 1947, GB)
- Seymour Wright: Altsaxophon (GB)
- Matthias Würsch: Schlagwerk (* 1965, CH)

## X
- Xu Fengxia: Guhzeng (* 1963, CHN)

## Y
- Michiyo Yagi: Koto (* 1962, J)
- Katsura Yamauchi: Saxophon (* 1954, J)
- Yitzhak Yedid: Piano (* 1971, IL)
- Tatsuya Yoshida: Schlagzeug (* 1961, J)
- Otomo Yoshihide: Gitarre (* 1959, J)
- Katherine Young: Fagott, Elektronik (* 1980, USA)

## Z
- Pamela Z: Stimme, Elektronik (* 1956, USA)
- Mia Zabelka: Violine, Stimme (* 1963, A)
- Ingar Zach: Perkussion (* 1971, N)
- Patryk Zakrocki: Geige, Bratsche, Gitarre, Perkussion, Mbira (* 1974, PL)
- Simone Zanchini: Akkordeon (* 1973, I)
- Anna Zaradny: Saxophon (* 1977, PL)
- Cynthia Zaven: Piano, Installationen (* 1970, LB)
- Christian Zehnder: Stimme, Obertongesang (* 1961, CH)
- Michael Zerang: Schlagzeug, Perkussion (* 1958, USA)
- Torbjörn Zetterberg: Kontrabass (* 1976, S)
- Alfred Zimmerlin: Cello, Komposition (* 1955, CH)
- Tizia Zimmermann: Akkordeon (* 1995, CH)
- Wacław Zimpel: Klarinette (* 1983, PL)
- Carlos Zingaro: Violine, Laptop (* 1948, P)
- Eric Zinman: Piano, Komposition (* 1963, USA)
- Eva Zöllner, Akkordeon (* 1978, D)
- Joachim Zoepf: Bassklarinette, Sopran-, Tenor- & Baritonsaxophon (* 1955, D)
- John Zorn: Altsaxophon, Klarinette, Birdcalls (* 1953, USA)
- Philip Zoubek: Piano (* 1978, A)
- Peter Conradin Zumthor: Schlagzeug, Perkussion (* 1979, CH)
- Florian Zwißler: Synthesizer, Elektronik (* 1976, D)
- Jean-François Zygel: Piano (* 1960, F)
- Sylwia Zytynska: Schlagzeug (* 1963, PL)